# Sinagoga u Grazu
Sinagoga u Grazu se nalazi na desnoj obali Mure u 5. okrugu Gries.

## Povijest
Prva sinagoga u Grazu na čijim je temeljima 1998. izgrađena nova, je uništena od strane nacista u kristalnoj noći između 9. i 10. studenog 1938. Kasnije su minirani ostatci, te je zemljište na kojem se nalazila poravnano. Svi Židovi iz Graza su protjerani u Beč odakle se vršila dalja deportacija. Do 1998. godine se na mjestu sinagoge nalazio samo travnjak sa spomenpločom.
Već 1983. godine, umjetnik Fredo Ertl kontaktira židovsku zajednicu Graza sa željom da se očiste bar temelji zgrade i prikažu javnosti. Ova molba je zbog straha od antisemitičkih izgreda odbijena. Ertl je pri svojim istragama došao do saznanja, da su cigle stare bogomolje iskorištene za gradnju jedne garaže na periferiji grada već 1939. godine. Nova sinagoga je pravljena na temeljima stare, ali s manjim dimenzijama. 

## Vanjske poveznice
- Izgled stare sinagoge[neaktivna poveznica] (njem.)